# なすなかにし ド深夜 生アニソン!
なすなかにし ド深夜 生アニソン!（なすなかにしドしんやなまアニソン）は、毎日放送ラジオ（MBSラジオ）で放送されていたラジオ番組である。

## 概要
パーソナリティは、なすなかにし（松竹芸能）がリスナーからアニソン（＝アニメソング）のリクエストをもらいかけまくる番組。毎回1つのアニメの題材でリスナーと電話でクイズ対決する。（今までドラゴンボール、北斗の拳、聖闘士星矢、ハイスクール奇面組、シャーマンキングなど）
現在はぷらっと☆ホーム火曜日に引き継がれている。

## 主な出来事
番組通してダブルダッチの西井隆詞が電話で出演していた（電話でモノマネを披露）が、2006年の放送ではスタジオに登場。
2006年6月の放送ではアメリカザリガニ柳原哲也が突如乱入。なお番組終了後、なすなかにし、西井、柳原は直後の番組朝いちばん!豊島美雪ですに飛び入りゲストで出演した。